# Atractus crassicaudatus
Atractus crassicaudatus är en ormart som beskrevs av Duméril, Bibron och Duméril 1854. Atractus crassicaudatus ingår i släktet Atractus och familjen snokar. IUCN kategoriserar arten globalt som livskraftig. Inga underarter finns listade.
Arten förekommer på ett högplatå i Colombia. Honor lägger ägg.